# Kaiser der Tang-Dynastie

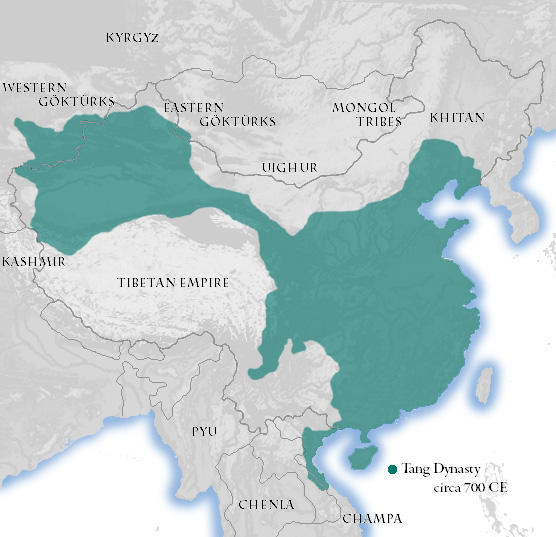
Machtbereich der Tang-Dynastie um 700.

Die Kaiser der Tang-Dynastie beherrschten das Kaiserreich China von 618 bis 907. Die Dynastie wurde im Jahr 690 von Wu Zetian unterbrochen, der ersten und einzigen regierenden Kaiserin von China, nachdem sie bei ihrer Thronbesteigung die Zhou-Dynastie proklamiert hatte. Mit ihrer Absetzung im Jahr 705 stellte ihr Nachfolger Zhongzong die Tang-Dynastie wieder her, behielt aber bis 707 ihre Regierungsdevise Shénlóng (神龍 / 神龙 – „göttlicher Drache“). Eine weitere kurze Unterbrechung erfuhr die Dynastie im Jahr 710, als Li Chongmao den Thron bestieg. Er wurde nach wenigen Wochen abgesetzt.
Die Tang-Dynastie wurde 907 von Zhu Wen beendet, der die (Spätere) Liang-Dynastie ausrief. Es folgte die Epoche der Fünf Dynastien und Zehn Reiche, die bis zur Begründung der Song-Dynastie (960) währte.
Anmerkungen zu den Spalten:
- Der Tempelname ist der Name, den der Ahnentempel des Kaisers trägt. Das ist auch der geläufigere Name. Die Kaiser werden darum nach folgender Konvention benannt: „Táng“ (Name der Dynastie) + Tempelname.
- Bei Kaiserin Wu Zetian (regierte 684–705) und den Kaisern Shao (regierte 710) und Ai (regierte 904–907) ist statt des Tempelnamens der postume Titel angegeben.
- Der Geburtsname des Kaisers ist nach den chinesischen Gebräuchen in der Reihenfolge Familienname – Rufname gehalten.
- Die Zeitrechnung zur chinesischen Kaiserzeit folgte der vom Kaiser verkündeten Ära. So entspricht das Jahr „Yonghui 3“ (Kaiser Gaozong von Tang) nach der christlichen Zeitrechnung dem Jahr 652. Eine Ära stellte meist einen markanten Abschnitt der Regierung eines Kaisers dar, sie kann als Regierungsdevise angesehen werden.

## Liste der Kaiser
| Tempelname | Geburtsname                       | Regierungsjahre               | Äranamen (Regierungsdevisen) | Äranamen (Regierungsdevisen)                                                                                |
| --- | --------------------------------- | ----------------------------- | --- | --- |
| Die Übersetzungen der Äranamen sind grobe Interpretationen, die der Vielschichtigkeit des Chinesischen nicht gerecht werden können. Sie dienen zur Orientierung Unkundiger. |                                   |                               | | |
| Tang-Dynastie 618–690 |                                   |                               | | |
| Gāozǔ (高祖) | Lǐ Yuān (李淵)                    | 618–626                       | Wǔdé (武德 – „mutiger Krieg“) | 618–626 |
| Tàizōng (太宗) | Lǐ Shìmín (李世民)                | 626–649                       | Zhēnguān (貞觀 / 贞观 – „Wahre Vision“) | 627–649 |
| Gāozōng (高宗) | Lǐ Zhì (李治)                     | 650–683                       | Yǒnghuī (永徽 – „ewige Insignien“) Xiǎnqìng (顯慶 / 显庆 – „vortreffliche Feier“) Lóngshuò (龍朔 / 龙朔 – „aufsteigender Drache“) Líndé (麟德 – „sanftes Einhorn“) Qiánfēng (乾封 – „starker Rat“) Zǒngzhāng (總章 / 总章 – „besiegelte Gesamtheit“) Xiánhēng (咸亨 – „fruchtbarer Wohlstand“) Shàngyuán (上元 – „Laternenfest“) Yífèng (儀鳳 / 仪凤 – „Erscheinung des Phönix“) Tiáolù (調露 / 调露 – „Harmonie zeigen“) Yǒnglóng (永隆 – „ewiger Wohlstand“) Kāiyào (開耀 / 开耀 – „brillanter Anfang“) Yǒngchún (永淳 – „ewige Reinheit“) Hóngdào (弘道 – „großer Weg“) | 650–655 656–661 661–663 664–665 666–668 668–670 670–674 674–676 676–679 679–680 680–681 681–682 682–683 683 |
| Zhōngzōng (中宗) | Lǐ Xiǎn (李顯) oder Lǐ Zhé (李哲) | 684 (fortgesetzt 705–710)     | Sìshèng (嗣聖 / 嗣圣 – „heilige Ahnenschaft“) | 684 |
| Ruìzōng (睿宗) | Li Dan (李旦 Lǐ Dàn)              | 684–690 (fortgesetzt 710–712) | Wénmíng (文明 – „Zivilisation“) Guāngzhái (光宅 – „heller Palast“) Chuígǒng (垂拱 – „Herrschaft in Frieden“) Yǒngchāng (永昌 – „ewiger Wohlstand“) Zàichū (載初 / 载初 – „erster Transport“) | 684 684 685–688 689 690                                                                                     |
| Zhou-Dynastie 690–705 |                                   |                               | | |
| Wǔhòu (武后) | Wǔ Zétiān (武則天)                | 690–705                       | Tiānshòu (天授 – „den Himmel erreichen“) | 16. Oktober 690 – 21. April 692                                                                             |
| Wǔhòu (武后) | Wǔ Zétiān (武則天)                | 690–705                       | Rúyì (如意 – „die Wünsche ausgleichen“) | 22. April – 22. Oktober 692                                                                                 |
| Wǔhòu (武后) | Wǔ Zétiān (武則天)                | 690–705                       | Chángshòu (長壽 / 长寿 – „Langlebigkeit“) | 23. Oktober 692 – 8. Juni 694                                                                               |
| Wǔhòu (武后) | Wǔ Zétiān (武則天)                | 690–705                       | Yánzài (延載 / 延载 – „verlängerter Transport“) | 9. Juni 694 – 21. Januar 695                                                                                |
| Wǔhòu (武后) | Wǔ Zétiān (武則天)                | 690–705                       | Zhèngshèng (證聖 / 证圣 – „Beweis der Heiligkeit“) | 22. Januar – 21. Oktober 695                                                                                |
| Wǔhòu (武后) | Wǔ Zétiān (武則天)                | 690–705                       | Tiāncèwànsuì (天冊萬歲 / 天册万岁 – „das Buch des Himmels verheißt langes Leben“) | 22. Oktober 695 – 19. Januar 696                                                                            |
| Wǔhòu (武后) | Wǔ Zétiān (武則天)                | 690–705                       | Wànsuìdēngfēng (萬歲登封 / 万岁登封 – „ein Edikt verkündet langes Leben“) | 20. Januar – 21. April 696                                                                                  |
| Wǔhòu (武后) | Wǔ Zétiān (武則天)                | 690–705                       | Wànsuìtōngtiān (萬歲通天 / 万岁通天 – „der Himmel eröffnet langes Leben“) | 22. April 696 – 28. September 697                                                                           |
| Wǔhòu (武后) | Wǔ Zétiān (武則天)                | 690–705                       | Shéngōng (神功 – „lebendige Seele“) | 29. September – 19. Dezember 697                                                                            |
| Wǔhòu (武后) | Wǔ Zétiān (武則天)                | 690–705                       | Shènglì (聖曆 / 圣历 – „heiliger Kalender“) | 20. Dezember 697 – 26. Mai 700                                                                              |
| Wǔhòu (武后) | Wǔ Zétiān (武則天)                | 690–705                       | Jiǔshì (久視 / 久视 – „lange Beobachtung“) | 27. Mai 700 – 14. Februar 701                                                                               |
| Wǔhòu (武后) | Wǔ Zétiān (武則天)                | 690–705                       | Dàzú (大足 – „hinreichende Größe“) | 15. Februar – 25. November 701                                                                              |
| Wǔhòu (武后) | Wǔ Zétiān (武則天)                | 690–705                       | Cháng'ān (長安 / 长安 – „ewiger Friede“) | 26. November 701 – 29. Januar 705                                                                           |
| Wǔhòu (武后) | Wǔ Zétiān (武則天)                | 690–705                       | Shénlóng (神龍 / 神龙 – „göttlicher Drache“) | 30. Januar – 3. März 705                                                                                    |
| Fortsetzung der Tang-Dynastie 705–907 |                                   |                               | | |
| Zhōngzōng (中宗) | Lǐ Xiǎn (李顯) oder Lǐ Zhé (李哲) | (bereits 684) 705–710         | Shénlóng (神龍 / 神龙 – „göttlicher Drache“) Jǐnglóng (景龍 / 景龙 – „heller Drache“) | 705–707 707–710                                                                                             |
| Shàodì (少帝) | Lǐ Chóngmào (李重茂)              | 710                           | Tánglóng (唐隆 – „Tang-Drache“) | 710 |
| Ruìzōng (睿宗) | Lǐ Dàn (李旦)                     | (bereits 684–690) 710–712     | Jǐngyún (景雲 / 景云 – „helle Wolken“) Tàijí (太極 / 太极 – „höchste Größe“) Yánhé (延和 – „lange Harmonie“) | 710–711 712                                                                                                 |
| Xuánzōng (玄宗) | Lǐ Lóngjī (李隆基)                | 712–756                       | Xiāntiān (先天 – „Angeburt“) Kāiyuán (開元 / 开元 – „Dynastie beginnen“) Tiānbǎo (天寶 / 天宝 – „wertvoller Himmel“) | 712–713 713–741 742–756                                                                                     |
| Sùzōng (肅宗) | Lǐ Hēng (李亨)                    | 756–762                       | Zhìdé (至德 – „perfekte Tugend“) Qiányuán (乾元 – „Himmel“) Shàngyuán (上元 – „Laternenfest“) | 756–758 758–760 760–761                                                                                     |
| Dàizōng (代宗) | Lǐ Yù (李豫)                      | 762–779                       | Bǎoyìng (寶應 / 宝应 – „kostbare Antwort“) Guǎngdé (廣德 / 广德 – „Tugend verbreiten“) Yǒngtài (永泰 – „ewiger Friede“) Dàlì (大曆 / 大历 – „höchster Kalender“) | 762–763 763–764 765–766 766–779                                                                             |
| Dézōng (德宗) | Lǐ Kuò (李适)                     | 779–805                       | Jiànzhōng (建中 – „(Reich der) Mitte begründen“) Xīngyuán (興元 / 兴元 – „Blüte der Dynastie“) Zhēnyuán (貞元 / 贞元 – „schlichte Dynastie“) | 780–783 784 785–805                                                                                         |
| Shùnzōng (順宗) | Lǐ Sòng (李誦)                    | 805                           | Yǒngzhēn (永貞 / 永贞 – „schlichte Ewigkeit“) | 805 |
| Xiànzōng (憲宗) | Lǐ Chún (李純)                    | 805–820                       | Yuánhé (元和 – „friedliche Dynastie“) | 805–820 |
| Mùzōng (穆宗) | Lǐ Héng (李恆)                    | 821–824                       | Chángqìng (長慶 / 长庆 – „ewiges Fest“) | 821–824 |
| Jìngzōng (敬宗) | Lǐ Zhàn (李湛)                    | 824–826                       | Bǎolì (寶曆 / 宝历 – „teurer Kalender“) | 824–826 |
| Wénzōng (文宗) | Lǐ Áng (李昂)                     | 826–840                       | Bǎolì (寶曆 / 宝历 – „teurer Kalender“) Tàihé (太和 – „große Harmonie“) Kāichéng (開成 / 开成 – „Beginn des Erfolgs“) | 826 827–835 836–840                                                                                         |
| Wǔzōng (武宗) | Lǐ Yán (李炎)                     | 840–846                       | Huìchāng (會昌 / 会昌 – „blühende Einheit“) | 841–846 |
| Xuānzōng (宣宗) | Lǐ Chén (李忱)                    | 846–859                       | Dàchōng (大中 – „große Mitte“) | 847–859 |
| Yìzōng (懿宗) | Lǐ Cuǐ (李漼)                     | 859–873                       | Dàchōng (大中 – „große Mitte“) Xiántōng (咸通 – „fruchtbare Öffnung“) | 859 860–873                                                                                                 |
| Xīzōng (僖宗) | Lǐ Xuān (李儇)                    | 873–888                       | Xiántōng (咸通 – „fruchtbare Öffnung“) Qiánfú (乾符 – „starkes Siegel“) Guǎngmíng (廣明 / 广明 – „weite Klarkeit“) Zhōnghé (中和 – „friedliche Mitte“) Guāngqǐ (光啟 / 光启 – „heller Beginn“) Wéndé (文德 – „tugendhafte Kultur“) | 873–874 874–879 880–881 881–885 885–888 888                                                                 |
| Zhāozōng (昭宗) | Lǐ Yè (李曄)                      | 888–904                       | Lóngjì (龍紀 / 龙纪 – „Zeitalter des Drachen“) Dàshùn (大順 / 大顺 – „große Gefolgschaft“) Jǐngfú (景福 – „helle Glücksverheißung“) Qiánníng (乾寧 / 乾宁 – „starker Friede“) Guānghuà (光化 – „Erleuchtung“) Tiānfù (天復 / 天复 – „erneuter Tag“) Tiānyòu (天佑 – „himmlischer Schutz“) | 889 890–891 892–893 894–898 898–901 901–904 904                                                             |
| Aīdì (哀帝) oder Zhāoxuāndì (昭宣帝) | Lǐ Zhù (李柷)                     | 904–907                       | Tiānyòu (天佑 – „himmlischer Schutz“) | 904–907 |